# Heliocarpus donnellsmithii
Jonote blanco (Heliocarpus donnellsmithii) es una especie tropical de árbol nativo de Centroamérica perteneciente a la familia de las malváceas. Llega a medir has 25 m de altura, con flores de color crema a verde y frutos globosos. Se distribuye a ambos litorales de México en hábitats asociados a vegetación perturbada que proviene de bosques tropicales caducifolios. Se utiliza con fines medicinales para tratar heridas y llagas.

## Descripción
Es un árbol que alcanza un tamaño de 15 a 25 m de altura. Las hojas tienen forma ovada y son muy largas de color verde brillante y lisas en el anverso y de color verde pálido y escasos vellos, en el reverso. Las flores son de color crema verdoso. Los frutos son núculas globosas ligeramente comprimidas que están rodeadas de numerosas agujas.

## Distribución y hábitat
Planta originaria de México, Guatemala y Nicaragua. Presente en clima cálido, entre los 297 y los 2300 m s. n. m., crece a orillas de ríos. Asociada a vegetación perturbada derivada de bosque tropical caducifolio, subcaducifolio y subperennifolio, matorral xerófilo y bosque de Quercus.
En México tiene una distribución potencial en el litoral del Golfo de México desde Tamaulipas hasta Quintana Roo y en el litoral del Pacífico desde Sinaloa hasta Chiapas.

## Propiedades
El principal uso medicinal que recibe esta planta en México es como cicatrizante de heridas; se utiliza la corteza en polvo que se espolvorea en la parte afectada.

## Taxonomía
Heliocarpus donnellsmithii fue descrita por Joseph Nelson Rose y publicado en Botanical Gazette 31(2): 110, t. 1. 1901.
Sinonimia
- Heliocarpus caeciliae Loes.	[3]

## Nombre común
En México: Calahuate, jonote.
- Adán, Cajeta, Chintule, Corcho, Jolocín, Jonoai, Jonote, Jonote baboso, Jonote blanco, Jonote colorado, Jonote real, Majagua, Mosote, Namo (Español)
- Xonot Náhuatl; Jolotzin (Maya)
- Bat, Jolol (Huasteco)[1]

## Sinonimia
- Heliocarpus caecillae
- Heliocarpus cuspidatus[1]